# Marcel Rousset
Pour les articles homonymes, voir Rousset.
Marcel Rousset (1911-1983) fut, pendant la Seconde Guerre mondiale, un agent secret mauricien du Special Operations Executive qui effectua une mission d'opérateur radio en France de mars à septembre 1943.

## Identités
- État civil : Marie Marcel Joseph Louis Rousset
- Comme agent du SOE, section F :
  - Nom de guerre (field name) : « Léopold »
  - Nom de code opérationnel : BARBER (coiffeur)
  - Nom de code du Plan, pour la centrale radio : WRAP
  - Fausse identité : Roger François Marcel Doucet

Situation militaire :
- King's Royal Rifle Corps, matricule 6847641
- SOE, section F ; grade : captain.

Pour accéder à une photographie de Marcel Rousset, se reporter au paragraphe Sources et liens externes en fin d’article.

## Famille
- Son père : Georges Rousset, avocat de Middle Temple
- Sa mère : Agnès Tostée.
- Sa femme : Janine Bru.
- Son fils : Gilbert.

## Éléments biographiques

### Avant guerre
1911. Marcel Rousset naît le 25 mai 1911 à Curepipe (île Maurice).
1919. Ses parents s'établissent en France.
Il fait ses études au lycée Janson-de-Sailly, à Paris.
1931. Il se marie à Paris le 9 novembre 1931.

### Pendant la guerre
1939. Refusé par l'armée française au début de la Seconde Guerre mondiale, Marcel Rousset part pour Londres et s'enrôle à Acton dans les rangs du King's Royal Rifle Corps le 13 décembre 1939.
1942. Marcel Rousset est transféré au SOE le 17 juillet 1942 et promu sous-lieutenant destiné aux opérations spéciales, dès le lendemain. Il suit l'entraînement d'agent SOE, à Beaulieu et à Ringway. Il est promu lieutenant.
1943.
Mission en France
Définition de la mission : assurer la fonction d’opérateur radio du réseau BUTLER, dirigé par Jean Bouguennec « Max », dans la Sarthe.
- Mars. Il est parachuté à l'aveugle le 23 mars 1943, dans le voisinage de Château-du-Loir (Sarthe), en même temps que Jean Bouguennec « Max », chef du réseau, et Marcel Fox « Ernest ». La réception se déroule mal, et ils perdent tous leurs bagages, y compris le poste radio. Marcel Rousset et Marcel Fox vont à Paris, entrent en contact avec le réseau PROSPER de Francis Suttill par l'intermédiaire de Lise de Baissac. Ils se font envoyer un nouvel appareil et des cristaux.

- Avril. Le 14, arrive un nouvel adjoint, Gabriel Chartrand « Dieudonné », et Marcel Fox va créer son propre réseau du côté de Meaux, tout en revenant de temps en temps faire visite à ses amis.

- Mai. Mi-mai, le réseau fonctionne bien : il organise des sabotages ferroviaires entre Sablé-sur-Sarthe et Angers.

- Juin. Fin juin, l'effondrement du réseau Prosper-PHYSICIAN n'a pas de conséquence directe sur BUTLER.

Aux mains de l'ennemi
- Septembre. Le 7 septembre 1943, la Gestapo arrête tout le groupe réuni pour déjeuner chez Lucile Blanchard, 61, rue de la Condamine, à Paris 17e : Jean Bouguennec « Max », Marcel Fox, Marcel Rousset, Adrienne Blanchard, agent de liaison, Lucile Blanchard (née Huart). Conduit avenue Foch et désigné par d'autres agents capturés - et par son courrier torturé - Rousset admet être « Léopold » et cherche à prévenir Londres en faisant croire aux Allemands qu'il transmettait en français pour Fox et en anglais pour Garel. En réalité, c'est le contraire. Londres ne comprend pas et demande en réponse pourquoi BUTLER a changé son modus operandi. Ainsi, pendant neuf mois, les Allemands vont utiliser l'émetteur de BUTLER pour leur Funkspiel et attirer de nombreux parachutages dans leurs filets.

Jean Bouguennec et Marcel Rousset sont envoyés à Ravitsch.
1944.
- Mai. Ils sont ramenés à Paris, parce que les Allemands pensent pouvoir obtenir d'eux des éléments dont ils ont besoin pour répondre à des questions posées par Londres, qui n'avait pas encore réalisé que le réseau était entre les mains de l'ennemi. Ils sont alors internés dans les locaux du Sicherheitsdienst, 3 bis, place des États-Unis.

- Juin. Un jour, alors qu’il est de corvée de nettoyage sous la surveillance d’un garde, Rousset constate qu’il n’y a pas d’autre Allemand en vue. Il assomme son garde, saute dans le jardin, passe le mur et réussit à s’évader. Il reste caché à Paris.

Après son évasion
- Août. Il prend part aux derniers combats pour la libération de la capitale[2].

- Septembre. Le 11, longuement interrogé par le SOE, il aide le Service à mieux comprendre de nombreuses péripéties de combat des agents secrets restées obscures.

### Après la guerre
1945.
- Avril. Le 6, il regagne l'Angleterre.
- Septembre. Le 29, il regagne la France et son foyer.

1946. Il est démobilisé le 24 février (matricule 241291).
Marcel Rousset joue le rôle d’André Dubois dans le film School for Danger.
1972. Inspecteur commercial de la société américaine Ronson, il demande sa retraite anticipée.
Sa santé se détériore. Des suites d'une crise cardiaque, il doit se déplacer dans une chaise roulante.
1983. Marcel Rousset décède le 13 février 1983 à Pessac (Gironde).

## Reconnaissance

### Distinctions
- Military Cross (Royaume-Uni)
- Croix de guerre 1939–1945 (France)

### Monuments
Plaque apposée sur le mur de l'immeuble (61 rue La Condamine, Paris 17e) où il a été arrêté par la Gestapo le 7 septembre 1943, en même temps que Jean Bouguennec, Marcel Fox, Adrienne Blanchard et Lucile Blanchard. Inauguration officielle : 27 avril 2009.